# Dolmetscher (2018)
Dolmetscher (auch Der Dolmetscher, The Interpreter, Tlumočník, Tlmočník) ist ein Spielfilm von Martin Šulík aus dem Jahr 2018. Die Premiere der slowakisch-tschechisch-österreichischen Koproduktion mit Jiří Menzel und Peter Simonischek in den Hauptrollen erfolgte am 23. Februar 2018 im Rahmen der 68. Internationalen Filmfestspiele Berlin, wo der Film in die Sektion Berlinale Special eingeladen wurde.
Der österreichische Kinostart erfolgte am 22. Juni 2018. In Deutschland kam der Film am 22. November 2018 in die Kinos. Die Produktion wurde als slowakischer Kandidat für die Oscarverleihung 2019 in der Kategorie Bester fremdsprachiger Film ausgewählt.

## Handlung
Der 80-jährige, in der Slowakei lebende Übersetzer Ali Ungár wird durch einen überraschenden Fund mit der nationalsozialistischen Vergangenheit konfrontiert. Er entdeckt das Buch eines SS-Offiziers, der seine Kriegserlebnisse in der Slowakei beschrieb. Ali vermutet, dass in einem der Kapitel auch von der Hinrichtung seiner Eltern geschrieben wird. Er beschließt, mit einer Pistole nach Wien zu fahren, um den mutmaßlichen Mörder seiner Eltern zur Rede zu stellen und Rache zu üben. Dort trifft er allerdings nur mehr auf den 70-jährigen Österreicher und ehemaligen Lehrer Georg Graubner, den Sohn von Karl Graubner, jenes Mannes, der sich während des Zweiten Weltkriegs an den Verbrechen beteiligt hat. 
Georg selbst wollte sich sein Leben lang nicht mit seinem Vater und dessen Vergangenheit auseinandersetzen. Allerdings weckt Ali mit seinem Anliegen sein Interesse, und so begeben sich die beiden gemeinsam auf die Reise und auf Spurensuche in die Slowakei, wo sie Zeugen suchen, die von der Zeit berichten können. Erste Station ist das Archiv in Banská Bystrica. Während Georg, der unter einem Alkoholproblem leidet, sich dort vor allem amüsieren will, hofft Ali zu erfahren, wie seine Eltern tatsächlich starben. Die Erkenntnisse, die sie über das Land, die Vergangenheit und sich selbst erlangen, bringt die beiden Männer einander, aber auch sich selbst näher.
Eines Tages findet Graubner Ungár bewusstlos in seinem Hotelzimmer am Boden liegen. Nachdem Ungár im Krankenhaus stationär aufgenommen wird, kehrt Graubner nach Wien zurück. In einem Zimmer seiner Wohnung liegt dessen Vater Karl, der entgegen der ursprünglichen Behauptung noch am Leben ist, schwer atmend mit einer Infusion und einer Sauerstoffbrille in einem Pflegebett. Graubner spielt seinem Vater eine Videoaufnahme mit einem Interview einer Zeitzeugin vor, die von den damaligen Gräueltaten berichten. Graubner hatte eine Kopie der Aufnahme von seiner Reise mitgenommen. Georg legt Ungárs Pistole auf den Nachttisch seines Vaters und fährt auf den Kalvarienberg in der Nähe von Ružomberok, wo damals ein Massaker stattgefunden hatte.

## Produktion

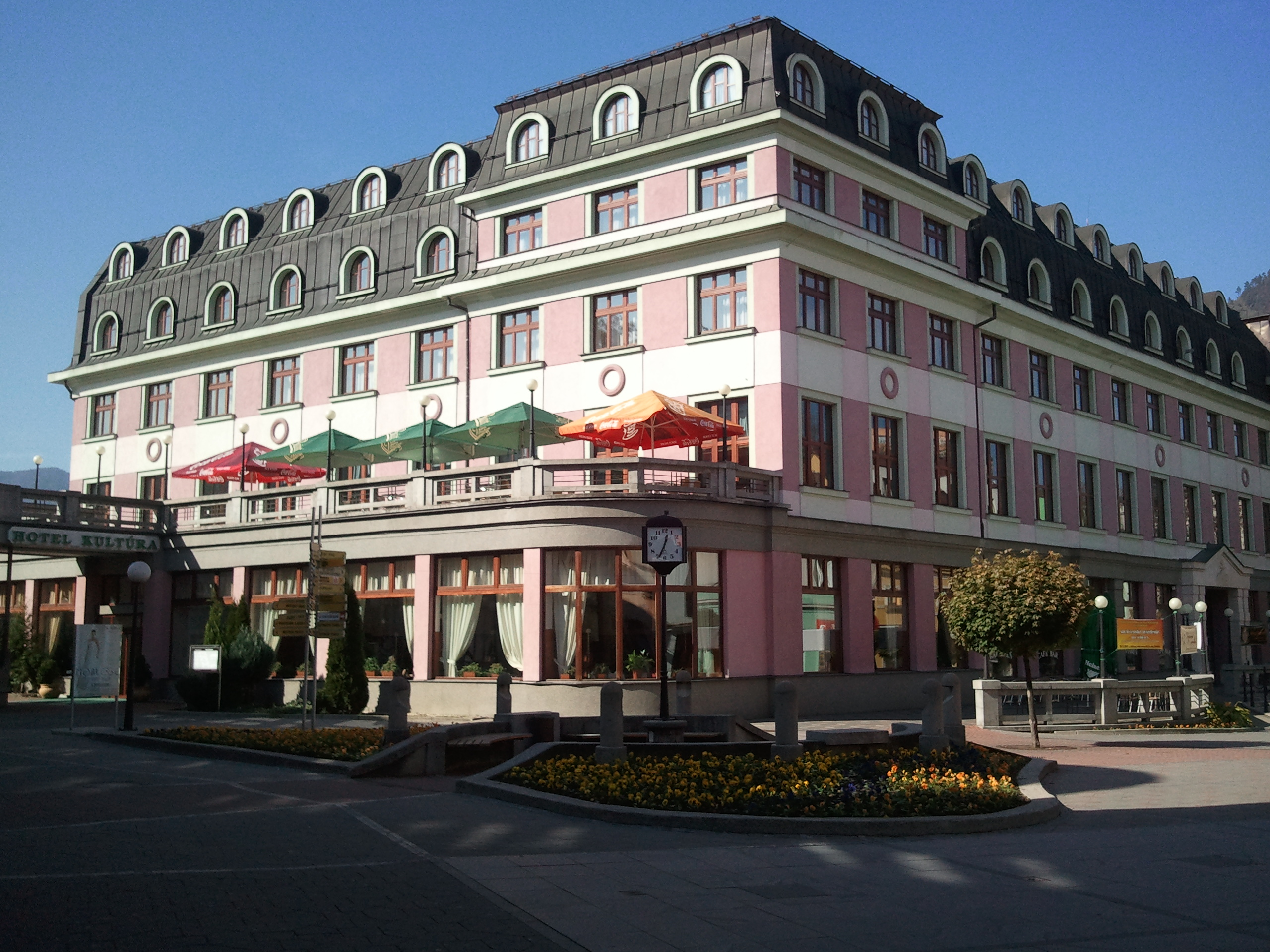
Einer der Drehorte: das Hotel Kultura in Ružomberok

Die Dreharbeiten fanden im April und Mai 2017 in Wien und der Slowakei statt.
Unterstützt wurde die Produktion vom Österreichischen Filminstitut, vom Filmfonds Wien, dem Czech Cinematography Fund, CZ Film Incentives und dem Slovak Audiovisual Fund. Beteiligt waren der Österreichische Rundfunk, das tschechische Fernsehen Česká televize und das slowakische Fernsehen Rozhlas a televízia Slovenska (RTVS). Produziert wurde der Film von der slowakischen Titanic, Koproduzenten waren die tschechische IN Film und die österreichische coop99.
Die Kamera führte Martin Štrba, die Montage verantwortete Jirí Brozek, die Musik schrieb Vladimír Godár. Den Ton gestaltete Klaus Kellermann, das Kostümbild Katarína Hollá, das Szenenbild František Lipták und das Maskenbild Susanne Neidhart.

## Rezeption
Verena Franke schrieb in der Wiener Zeitung, dass der Film humorig und mit einer gewissen Leichtigkeit starten würde. Im Verlauf des Films würde der Ernst dem Humor weichen. „Ob das aufgrund des Themas beabsichtigt ist, bleibt unklar. Vielmehr scheint es, als ob im Drehbuch manches gar zu konstruiert und holprig wirkt.“ Der Film gebe keine Antworten, würde aber sensibilisieren, etwa mit Aussagen und Fragen wie „Ich fühle mich nicht schuldig für etwas, was ich nicht getan habe“ und „Ist der Sohn eines Mörders besser dran als der Sohn eines Opfers?“
Andrey Arnold befand in der Tageszeitung Die Presse, dass die Haltung des Films klar sei, leider aber auch seine Dramaturgie. Die Überraschungen wären spärlich gesät, zu selten würde es der Film wagen, von seinem absehbaren Erzählpfad abzukommen. Dennoch würde die relative Seriosität erfreuen, mit der sich die Filmemacher des Themas annehmen. Und am Ende habe der Film sogar noch einen Twist im Köcher, und eine Schlusspointe, die für einen Film dieser Machart fast schon mutig sei.

## Nominierungen
Český lev 2018
- Nominierung in der Kategorie Bester Film (Rudolf Biermann, Martin Šulík, Bruno Wagner)
- Nominierung in der Kategorie Beste Regie (Martin Šulík)
- Nominierung in der Kategorie Bestes Drehbuch (Marek Leščák, Martin Šulík)
- Nominierung in der Kategorie Beste Kamera (Martin Štrba)